# The Chromatica Ball
The Chromatica Ball – siódma trasa koncertowa amerykańskiej piosenkarki i autorki tekstów Lady Gagi w ramach promocji jej szóstego albumu studyjnego, Chromatica (2020), która rozpoczęła się dnia 17 lipca 2022 roku w Düsseldorfie w Niemczech, natomiast jej zakończenie odbyło się 17 września 2022 roku w Miami. Trasa została ogłoszona 5 marca 2020 roku. Pierwotnie miała liczyć 6 ekskluzywnych koncertów na przełomie lipca i sierpnia 2020 roku. Z powodu pandemii koronawirusa trasa została przełożona na rok 2021, a następnie 2022 rok. Wraz z przełożeniem trasy piosenkarka zdecydowała się dodać nowe koncerty. 
Jest to pierwsza trasa koncertowa piosenkarki obejmująca tylko występy na stadionach. Scena jest inspirowana brutalistyczną architekturą. Zgodnie z tematyką promowanej płyty cały pokaz skupia się na przedstawieniu podróży wokół traumy i uzdrowienia. Trasa spotkała się z uznaniem krytyków, a różne punkty sprzedaży oceniły ją z najwyższym wynikiem w swoich recenzjach. Krytycy chwalili oprawę wizualną, choreografię, umiejętności wokalne Gagi, a wielu z nich wskazało segment fortepianu jako najsilniejszą część koncertu. Ostatecznie trasa licząca 20 koncertów uzyskała dochód 112 575 789 mln. dolarów oraz 834 000 sprzedanych biletów.

## Organizacja i sprzedaż
5 marca 2020 Gaga ogłosiła, że wyruszy w trasę koncertową promującą jej szósty album studyjny Chromatica. Koncerty miały odbyć się Londynie, Bostonie, Toronto, Chicago oraz w New Jersey; jednak z powodu pandemii koronawirusa  26 czerwca 2020 piosenkarka oznajmiła, że trasa odbędzie się rok później, w lecie 2021. Ostatecznie trasa została przeniesiona po raz drugi i 7 marca 2022 Lady Gaga przedstawiła daty i lokalizacje piętnastu koncertów jej trasy, które były zaplanowane od lipca do września 2022. 14 kwietnia 2022 ogłoszono dwie daty w Tokorozawie, a 16 maja trzy koncerty w: Hershey, Houston i Miami. Lady Gaga przygotowywała się do trasy w Wielkiej Brytanii, gdzie wynajęła halę sportową i prowadzała próby do koncertów
Sprzedaż biletów na koncert rozpoczęła się 11 marca 2022. W przypadku wszystkich koncertów w USA 1 USD z każdego sprzedanego biletu został przekazany Fundacji Born This Way. W czerwcu 2022 ogłoszono, że koncerty w Londynie, Paryżu, Bostonie, Tokio, Toronto, Chicago i Düsseldorfie zostały całkowicie wyprzedane, a do rozpoczęcia trasy w lipcu pozostał ponad miesiąc. Ostatecznie  dochód trasy wyniósł 112,4 miliona dolarów na 834 000 sprzedanych biletów podczas całej trasy, co przełożyło się na wyprzedanie całej trasy koncertowej. Podczas swojego koncertu we Francji na stadionie Stade de France 24 lipca Lady Gaga wystąpiła przed 78-tysięczną publicznością i tym samym była to największa publiczność, jaką piosenkarka zgromadzała w czasie swojej kariery podczas jednego koncertu. Piosenkarka pobiła rekord największych dochodów w jednym miejscu na terenie Oracle Park (7,4 miliona dolarów) oraz Wrigley Field (6,9 miliona dolarów). 19 sierpnia piosenkarka pobiła rekord największej frekwencji na jednym koncercie w Fenway Park w Bostonie, występując dla 37 200 osób. Dzięki trasie Gaga stała się najbardziej dochodową kobiecą artystką i 12 najbardziej dochodowym artystą ogólnie w 2022. The Chromatica Ball stała się jej najbardziej dochodową trasą koncertową Lady Gagi od dekady i trzecią w jej karierze, która zarobiła 100 milionów dolarów, po The Monster Ball i The Born This Way Ball.

## Reakcja krytyków
Trasa koncertowa otrzymała pozytywne recenzje. Michael Cragg z The Guardian ocenił go na 4 z 5 gwiazdek. Przyznając mu maksymalnie 5 gwiazdek, Nick Levine z NME nazwał program „całkowicie genialnym” i „ekscytującym, konceptualnym powrotem najlepszych popowych artystów”. Według Adama Davidsona z Clash, „przedstawienie było tak nieprzewidywalne, jak można się było spodziewać po koncercie Lady Gagi, ze wszystkim, od niesamowitych tańców choreograficznych po awangardowe przedstawienia teatralne i mnóstwo efektów specjalnych, które sprawiły, że była to noc, którą wszyscy zapamiętają”. Arwa Haider z Financial Times oceniła program na maksymalnie 5 gwiazdek za „niezwykłą dbałość o szczegóły”, mówiąc, że „designerskie kostiumy Gagi i metamorfozy w połowie piosenki były spektakularne, tak samo jak jej moc wokalna”. Gemma Samways z The London Evening Standard uznała to za „niezwykłe przedstawienie sceniczne”, dodatkowo chwaląc wokal piosenkarki. 
Boris Pofalla z Welt porównał show do koncertu rockowego, podobnie jak David Cobbald z The Line of Best Fit, który stwierdził, że „Gaga udowadnia siebie jako gwiazdę rocka tego pokolenia”. W pięciogwiazdkowej recenzji dla The Telegraph Neil McCormick skomentował, że koncert „wyraźnie znaczył tyle samo dla artysty, co dla publiczności. Fantastycznie jest mieć tak ogromny talent z powrotem tam, gdzie jej miejsce”. Lauren O'Neill również przyznała trasie pięć gwiazdek i nazwała Gagę „jednym z najlepszych wykonawców na świecie do oglądania na żywo”, chwaląc produkcję, taniec i podkreślając akustyczną część programu, mówiąc, że „niewielu wokalistów radzi sobie lepiej, gdy to tylko ich głos i klucze”. Pisząc dla Rolling Stone, Hannah Ewens wystawiła programowi pięciogwiazdkową recenzję, wychwalając Gagę jako „jednego z największych żyjących wykonawców muzycznych” i wskazała sekcję fortepianu jako główną atrakcję wieczoru.

## Kompozycja

### Scena

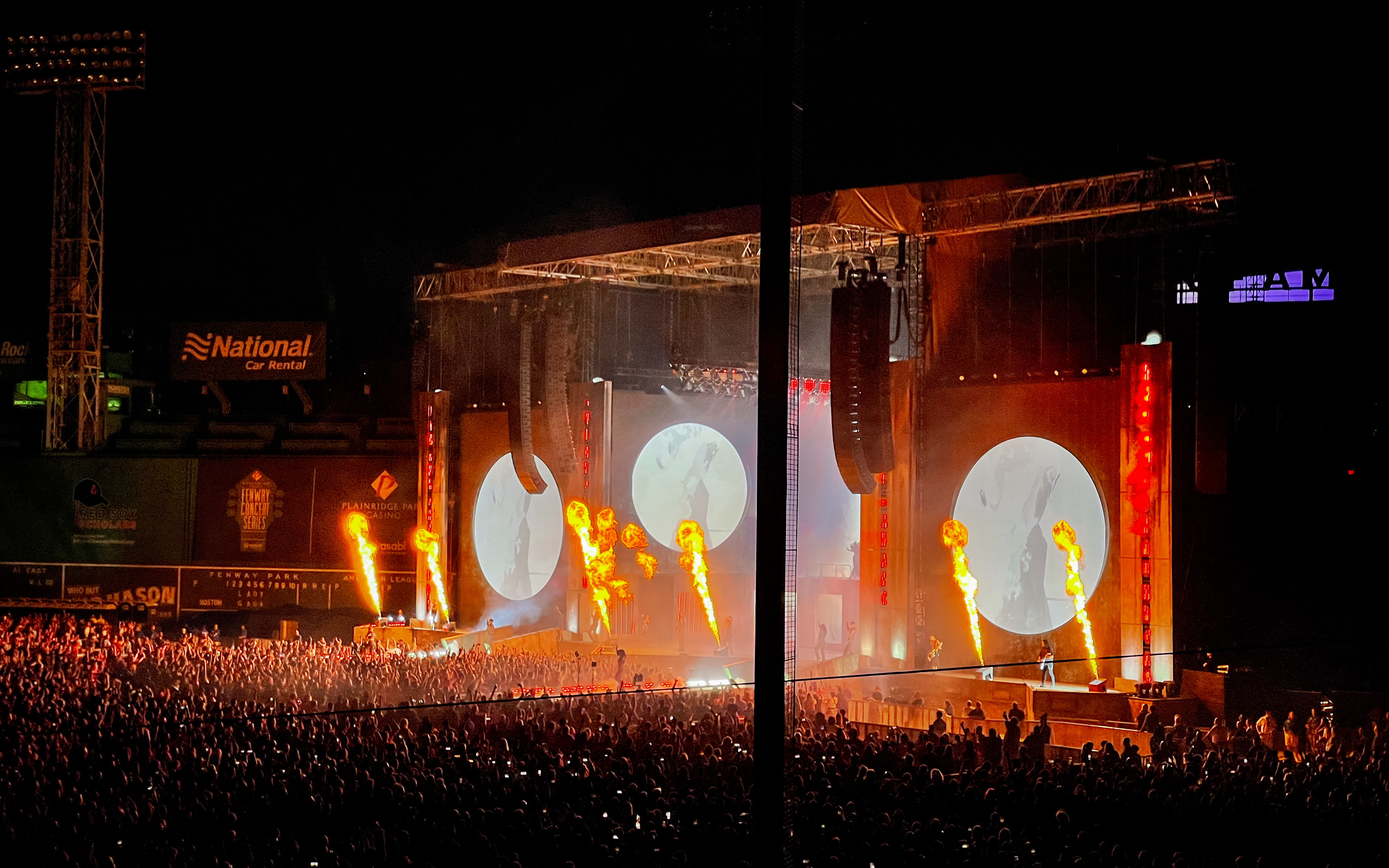
Główna scena trasy koncertowej podczas koncertu w Bostonie

Główna scena składała się z dwóch pięter oraz przestrzeni dla muzyków. Znajdowało się na niej pięć ekranów, które relacjonowały widzą co się dzieje na scenie. Dodatkowo na stadionach znajdowała się druga, mniejsza scena, na której Gaga znajdowała się podczas IV aktu, grając na pianinie.Przystrojony gałęziami drzew instrument był porównywany do prac HR Gigera. Oprócz miotaczy ognia, które zapewniały efekty pirotechniczne, publiczność otrzymywała opaski LED, które świeciły w rytm rytmu i zmieniały kolor przy każdym utworze. 17 lipca 2022 roku Lady Gaga przed pierwszym koncertem zamieściła nagranie na swoim koncie na instagramie w którym opowiedziała o całej koncepcji występu: 

„Scena była inspirowana brutalistyczną architekturą, materiałami, teksturami, surowością, przezroczystością. Prawdziwe dzikie i twarde spojrzenie na siebie, przez co przeszedłeś. Chciałem opowiedzieć historię za pomocą abstrakcji i sztuki, więc program celebruje rzeczy, które zawsze kochałem, takie jak sztuka, moda, taniec, muzyka i technologia, poezja i sposób, w jaki wszystkie te rzeczy działają razem.”

### Kostiumy

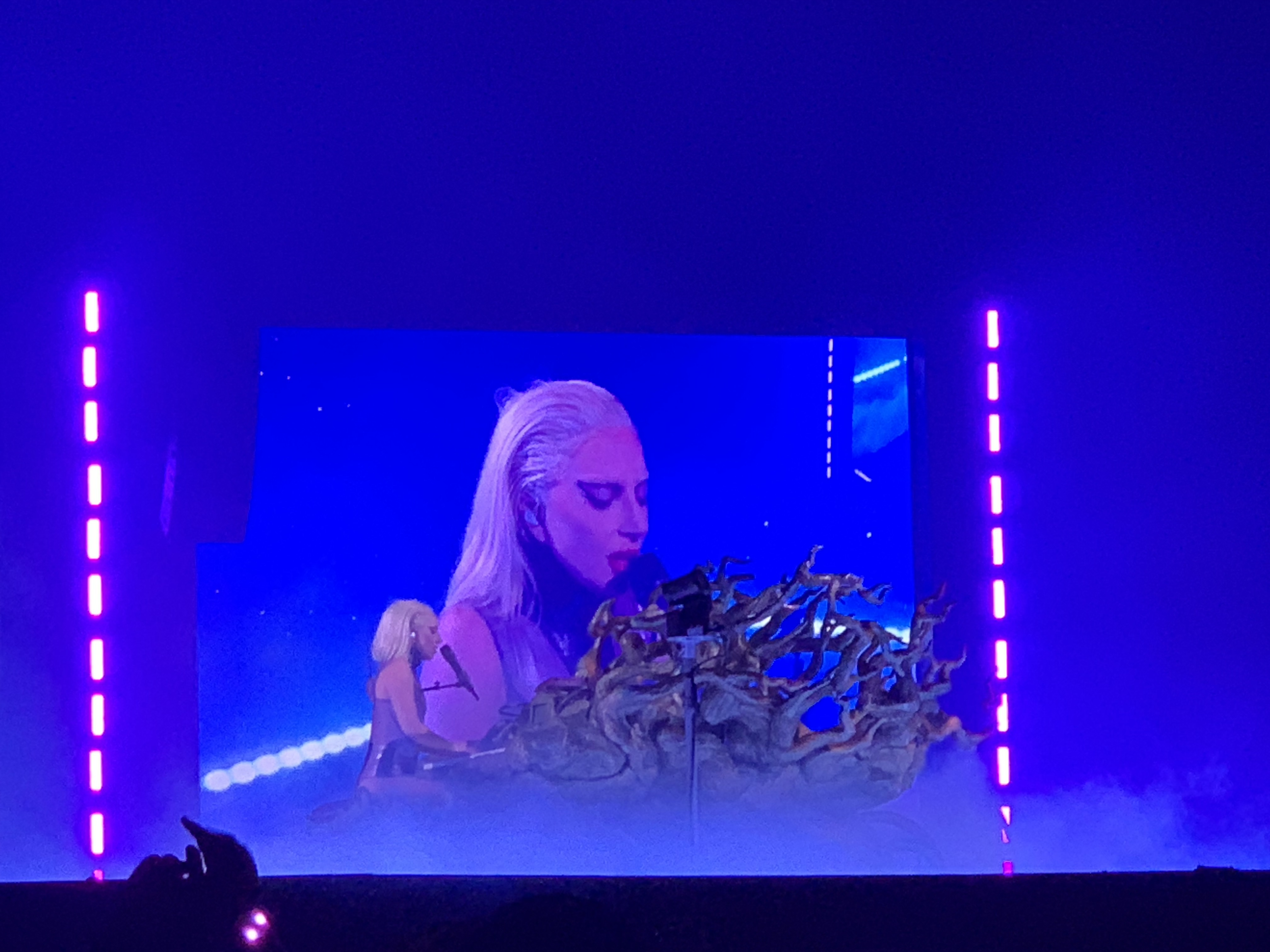
Lady Gaga wykonująca utwór „Always Remember Us This Way” przy pianinie na drugiej scenie

Odpowiedzialny aspekty modowe podczas trasy był Nicola Formichetti. Przez cały koncert Gaga nosi stroje Garetha Pugha, Alexandra McQueena, Christiana Lacroix, Aziza Rebara, Vex Latex, Dead Lotus Couture i marki modowej jej siostry Natali Germanotty, Topo Studio NY. Gaga rozpoczyna koncert w kostiumie sarkofagu, który został zainspirowany występem Davida Bowiego w Saturday Night Live z 1979 roku. Następnie przebiera się w krwistoczerwoną suknię z odkrytymi ramionami, a także czarne skórzane buty i rękawiczki bez palców a także duży, kolczasty naszyjnik. Zostało to później uzupełnione błyszczącą czerwoną kurtką puchową i dużymi okularami przeciwsłonecznymi. Podczas aktu II  zakładała strój lateksowy autorstwa Garetha Pugha, który składa się z gorsetu inspirowanego BDSM z klamrami przypominającymi uprząż i rogatymi ramionami, a także luźnych skórzanych spodni i czapki policjantki.  
W czasie trwania aktu III, Gaga zakładała metaliczny złoty strój mory od Alexandra McQueena: jej garnitur składa się z krótkiej marynarki z poduszkami na ramionach i dużymi klapami oraz spodni z szerokimi nogawkami; zdejmując kurtkę, pokazuje koszulę bez rękawów. Następnie Gaga zakłada złoty nakrycie głowy w kształcie pazura autorstwa Philipa Treacy'ego, wraz ze złotą suknią zaprojektowaną przez jej siostrę. Następnie piosenkarka przebierała się w fioletowo-czarne body autorstwa jej siostry, wraz z czapką przypominającą modliszkę. Ostatnia kreacja składa się czarno-białego body i skórzanej kurtki motocyklowej, rajstop kabaretek, butów do kolan i rękojeści w kształcie kości. 

## Opis koncertu

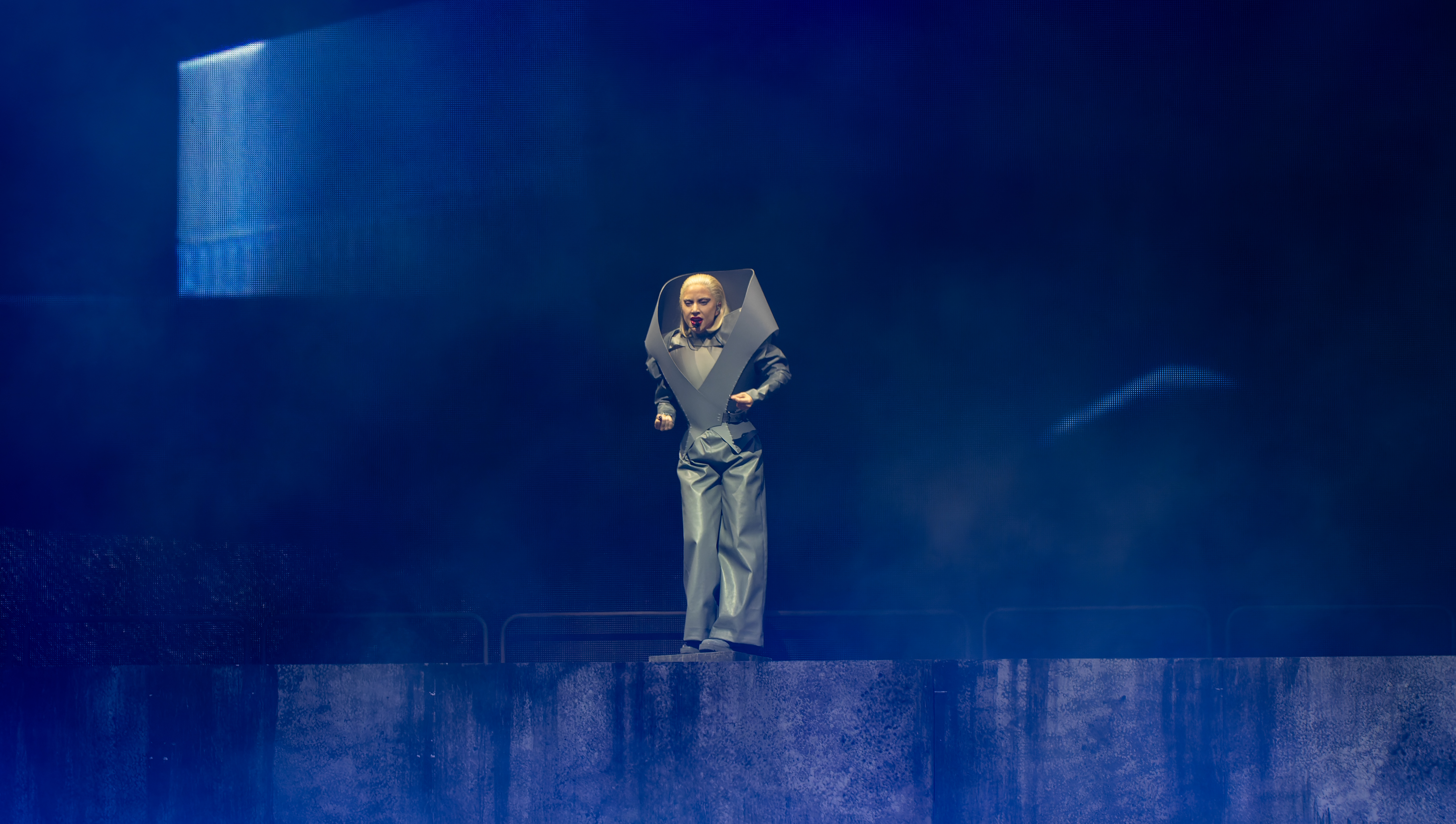
Lady Gaga rozpoczynająca koncert utworem „Bad Romance”

Wydarzenie trwa około 130 minut i jest podzielone na wstęp, czterech aktów i finału, z których każdemu towarzyszyło przerywnik wyreżyserowany przez wieloletniego współpracownika Gagi, Nicka Knighta. Film przed wstępem ukazuję Gagę, która pojawia się w balowej sukni z płynnego metalu, a następnie jako postać cienia z czterema nogami, ubrana w bulwiaste obcasy i wysoką koronę. Występ opowiada o podróży Gagi od uwięzienia do wyzwolenia. Koncert rozpoczyna się od tańca tancerzy i zsyntetyzowanej aranżacji „Fugi nr 24” Bacha, która prowadzi do „Bad Romance”. Lady Gaga pojawia się na szczycie zestawu przypominającego gigantyczną betonową płytę śpiewającą Bad Romance, stojąc nieruchomo w skórzanym ubraniu przypominającym sarkofag, z widoczną tylko twarzą. Warstwy jej stroju są powoli ściągane, gdy obraca się, wykonując ograniczone ruchy w „Just Dance” i „Poker Face”. 

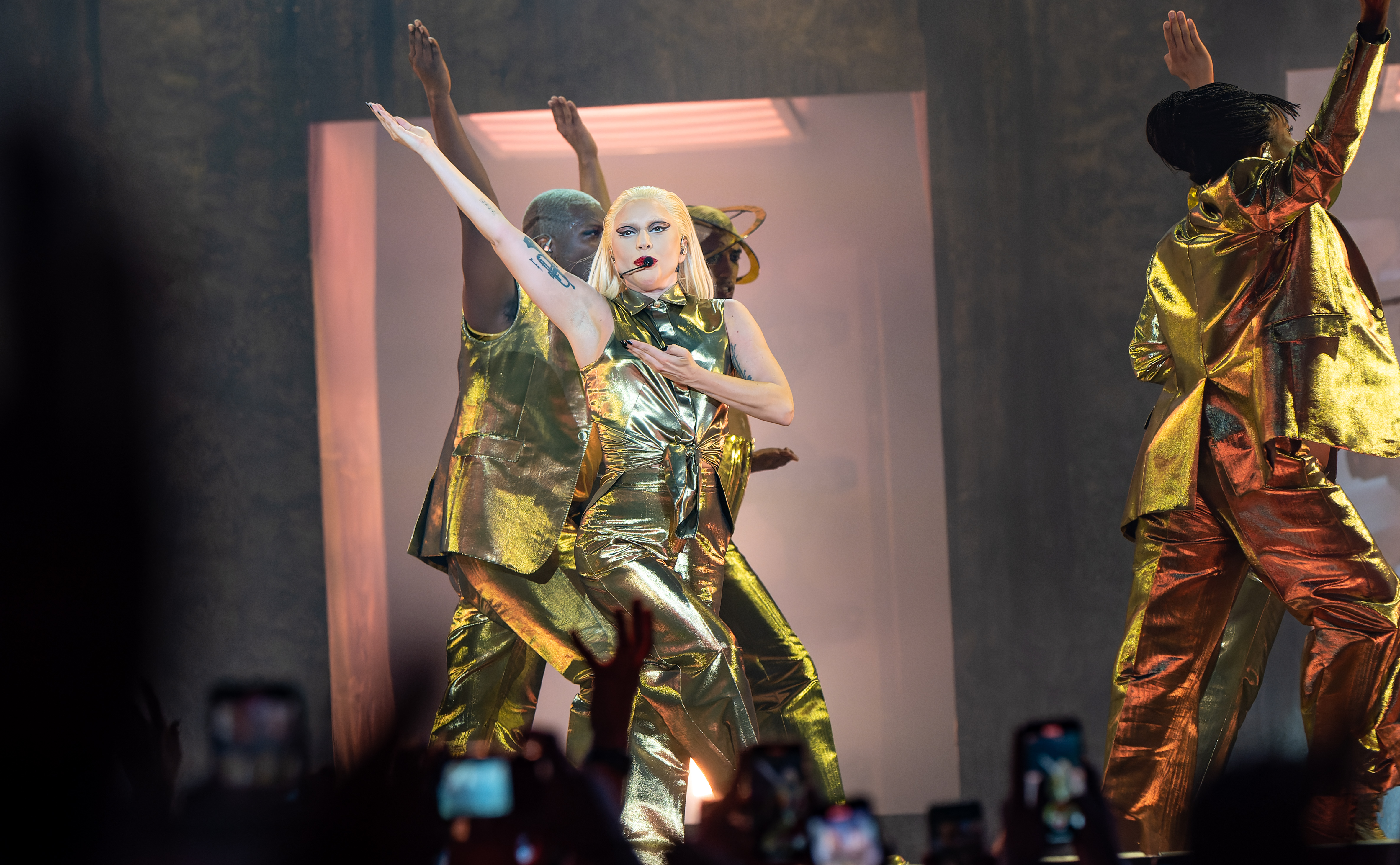
Lady Gaga wykonująca piosenkę „Babylon” w akcie trzecim

Akt pierwszy rozpoczyna się filmem ukazującym brutalistyczny szpital. Następnie piosenkarka powraca na scenę pozornie zakrwawiona i wykonuje trzy piosenki, które mają wspólny temat liryczny: piosenkarka wyraża swoje lęki i wewnętrzne zmagania. Pierwszy z utworów „Alice” wykonuje leżąc na stole operacyjnym uniesionym w powietrze. Następnie wykonuje utwór „Replay”, będąc niesiona przez jednego ze swoich tancerzy. Podczas „Monster” Gaga wykonuje układ taneczny z motywami zombie i zostaje zaatakowana i „zjedzona żywcem” przez swoich tancerzy, następnie pojawia się ponownie w lateksowej czerwonej kurtce ze spiczastymi poduszkami na ramionach i kruczoczarnych okularach przeciwsłonecznych. 
Po filmie rozpoczynającym drugi akt, Gaga wraca na scenę ubrana w czarny strój, podczas gdy czerwone światła oświetlają scenę do piosenki „911”. Utwór wykonywany jest na głównej scenie wraz z choreografią. „Sour Candy” jest wykonywane ze zsynchronizowaną choreografią i koreańskimi literami wyświetlanymi na ekranach. Następne piosenka „Telephone” jest wykonywana przy użyciu miotaczy ognia, a po niej, Gaga wraz z tancerzami przenosi się bliżej publiczności, aby wykonać piosenkę „LoveGame”, której aranżacja zawiera „zgrzytające gitary”, które przekształcają utwór w połączenie dance-popu i heavy metalu. Po kolejnym filmie rozpoczyna się akt trzeci, podczas którego Gaga wraz z tancerzami odziana jest w złote kreacje. W ramach nawiązania do pierwszego utworu „Babylon” piosenkarka pyta tłum czy kiedykolwiek musieli walczyć o życie. Następnie wykonuje utwór „Free Woman”, jednocześnie przechodząc między publicznością do drugiej sceny. Po dotarciu do fortepianu na drugiej scenie Gaga wykonuje piosenkę „Born This Way”, początkowo w wersji wolniejszej, po czym przechodzi do szybszego tempa utworu i wersji z choreografią. 

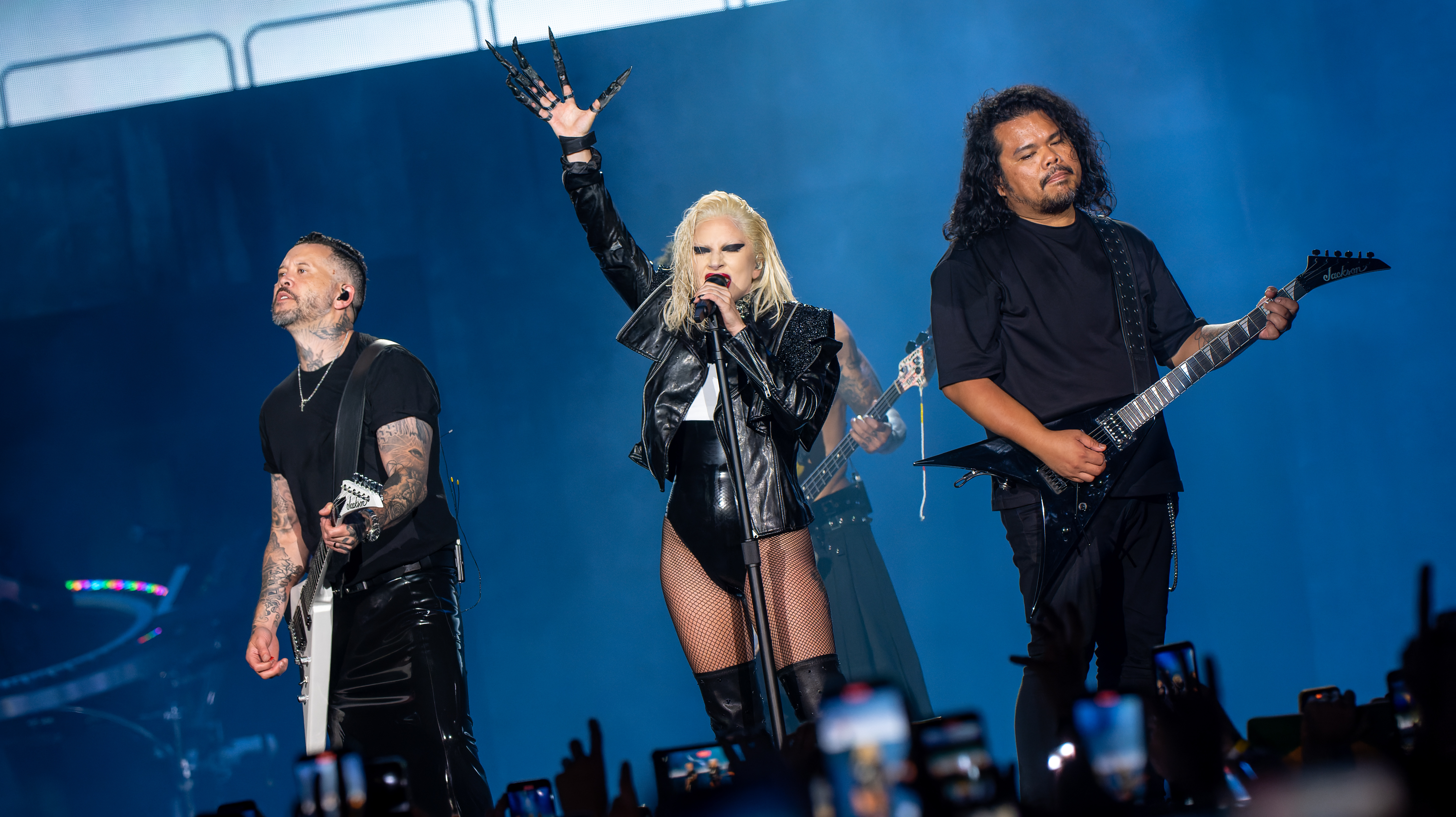
Gaga wykonująca „Hold My Hand” na finał koncertu

Rozpoczynając akt czwarty koncertu Lady Gaga wraca do fortepianu w stroju owada, aby wykonać „Shallow” i „Always Remember Us This Way”. Podczas wykonania piosenki „The Edge of Glory” Gaga na krótko przerywa utwór i wygłasza przemówienie, w którym podziwia publiczność za ich odwagę podczas pandemii. Opowiada o smutnym stanie, który zainspirował ją do napisania piosenki „1000 Doves” i wykonuje ją w wersji akustycznej. Następnie wykonuje pierwszą zwrotkę i refren utworu „Fun Tonight”, grając na pianinie, a następnie odchodzi do instrumentu i śpiewa do oryginalnej aranżacji piosenki. Gaga następnie wykonuje utwór „Enigma”, tańcząc samodzielnie na scenie.   
Na finał koncertu Lady Gaga wykonuje „Stupid Love” i „Rain on Me” w ozdobionym kryształami body. „Rain on Me” jest wykonywana przez Gagę leżąc na plecach podczas początku oraz końca utworu, nawiązując do teledysku tej piosenki. Piosenkarka powraca na scenę po raz ostatni na bis, ubrana w lateks i skórę, z metalowym pazurem. Gitarzyści i efekty pirotechniczne towarzyszą jej podczas wykonywania piosenki „Hold My Hand” z filmu Top Gun: Moverick. Lady Gaga deklaruje swoją miłość publiczności, mówiąc: „nie zawsze możesz trzymać mnie za rękę, ale ja zawsze będę trzymać twoją”. Unosi swój metalowy pazur i dłoń, tworząc serce. Kiedy wyraża swoją wdzięczność za wszystkich przybyłych na koncert, na ekranie po raz ostatni pojawia się jej pazur. Kolejno gasną wszystkie światła, gdy obraca się i schodzi ze sceny.  

## Nawiązania polityczne

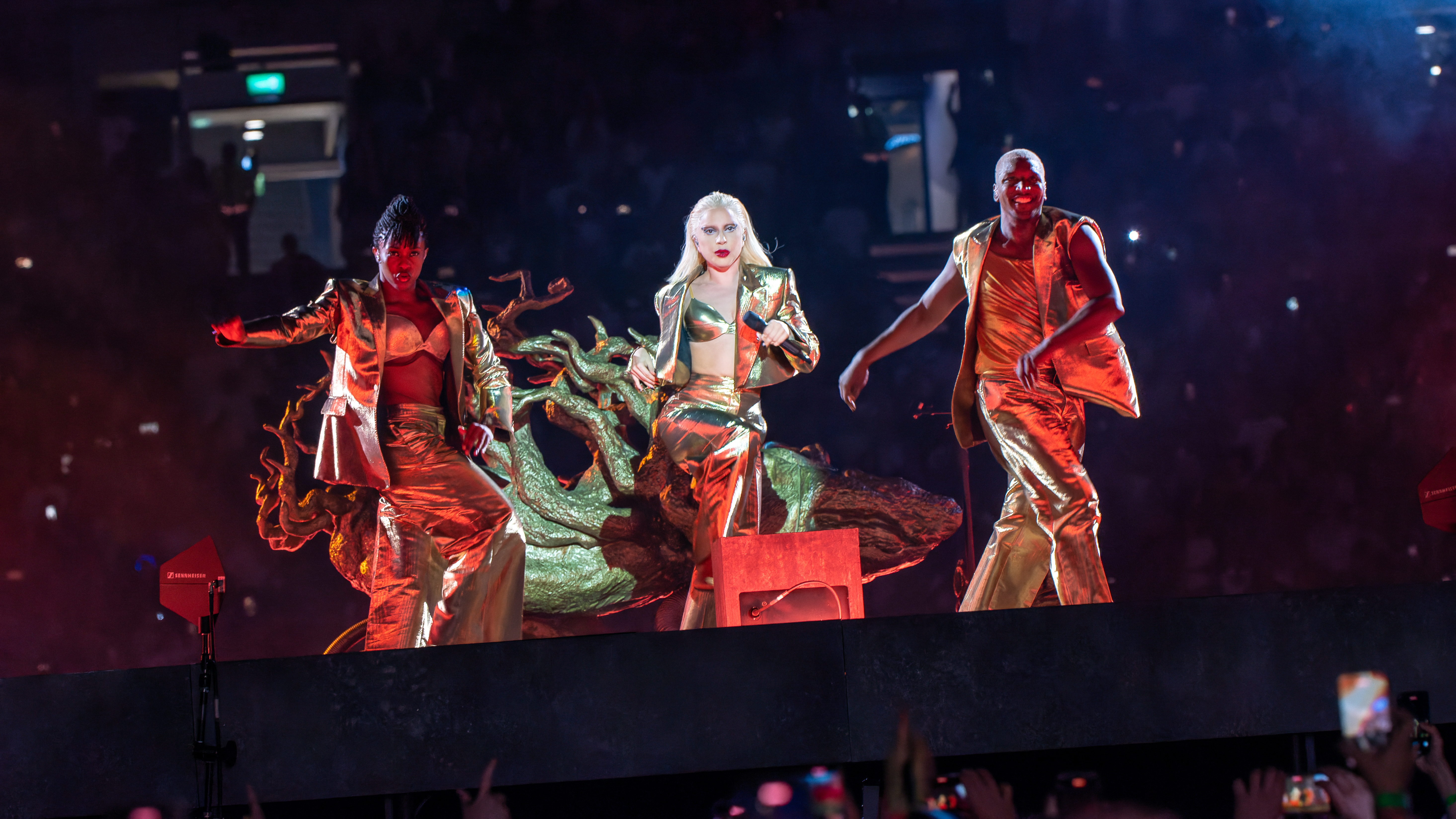
Gaga wykonująca utwór „Born This Way”

Na wybranych koncertach w Ameryce Północnej i Japonii piosenkarka dodała do setlisty utwór „Angel Down” (z jej albumu Joanne z 2016 roku), utwór zainspirowany był śmiercią Trayvona Martina i dalej opisany przez piosenkarkę jako piosenka o Ameryce. Przed wykonaniem piosenki poruszyła różne tematy, które są przedmiotem debaty w Stanach Zjednoczonych. Na większości koncertów mówiła o walce o prawa reprodukcyjne, po obaleniu sprawy Roe v. Wade, która zniosła konstytucyjne prawo do aborcji. W Filadelfii rozpoczęła wykonanie piosenki słowami: „To jest dla wszystkich, którzy muszą martwić się o swoje ciało. Wiem, że przyszedłeś na koncert, żeby się dobrze bawić. Ale niektórzy ludzie umrą podczas porodu, a niektórzy zostaną zgwałceni i nie mogą mieć tych dzieci." W Atlancie zadedykowała piosenkę „bezpieczeństwu wszystkich ludzi w Georgii” i zwróciła się do „każdego, kto nie może mieć dzieci”. Jej występ w Teksasie miał miejsce trzy miesiące po strzelaninie w Robb Elementary School. Zadedykowała piosenkę ofiarom przemocy z użyciem broni palnej, „jako modlitwę o zapewnienie ludziom bezpieczeństwa, abyśmy nie musieli oglądać żadnych aniołów”. Dodała: „Może poruszyłam ten temat i myślisz:„ To nie dla mnie, nie chcę o tym teraz rozmawiać ”i możesz się nie zgodzić, ale zgadnij co? Nie wiem, czy to chodzi o to, w co wierzysz. Chodzi o zapewnienie ludziom bezpieczeństwa, więc czasami musimy odłożyć na bok to, w co wierzymy." W Waszyngtonie Lady Gaga zadedykowała utwór „The Edge of Glory” „każdej kobiecie, która teraz musi martwić się o swoje ciało, jeśli zajdzie w ciążę” i dodała, że modli się „aby ten kraj przemówił. Abyśmy trzymali się razem i nie zatrzymaj się, aż będzie dobrze”. Wcześniej, przed wykonaniem utworu  „Born This Way”, odniosła się również do małżeństw osób tej samej płci i powiedziała: „Lepiej nie próbujcie zadzierać z małżeństwami homoseksualnymi w tym kraju”. 

## Film koncertowy
Koncert w Los Angeles, który odbył się 10 września 2022 był nagrywany. Widzowie zostali poinformowani o nagrywaniu koncertu przed wejściem na stadion. Po koncercie piosenkarka opublikowała wpis „52 000 ludzi. Wyprzedane. 30 kamer skierowanych na ciebie i jedno ujęcie”. W czerwcu 2023 roku piosenkarka potwierdziła, że zajęła się produkcją filmu koncertowego z trasy "The chromatica ball". 8 maja 2024 roku piosenkarka ogłosiła na social mediach, że 25 maja 2024 roku, odbędzie się premiera jej filmu dokumentalnego pod tytułem: "Gaga chromatica ball" na HBO i HBO Max. Lady Gaga była głównym producentem i reżyserem filmu. Film prezentuje koncert na stadionie Dodger Stadium w Los Angeles, który odbył się 10 września 2022 i zgromadził publiczność liczącą 52 tysiące osób. Jest to jej drugi film koncertowy zaraz po trasie "The monster ball". 

## Lista utworów[53][54][55]

### Wstęp
1. „Bad Romance”
2. „Just Dance”
3. „Poker Face”

### Akt 1
1. „Alice” (wstęp z „Chromatica I”)
2. „Replay”
3. „Monster”

### Akt 2
1. „911” (wstęp z „Chromatica II”)
2. „Sour Candy”
3. „Telephone”
4. „LoveGame” (z elementami piosenki „John Wayne”)

### Akt 3
1. „Babylon” (wstęp z „Chromatica III”)
2. „Free Woman”
3. „Born This Way”

### Akt 4
1. „Shallow”
2. „Always Remember Us This Way”
3. „The Edge Of Glory” (nie została wykonana podczas występu w Londynie, 29 lipca 2022)[56]
4. „1000 Doves” (wersja na pianinie wykonywana od 21 lipca)[54]
5. „Fun Tonight” (wersja na pianinie wykonywana od 21 lipca)
6. „Enigma”

### Akt 5
1. „Stupid Love”
2. „Rain on Me”

### Zakończenie
1. „Hold My Hand”

## Lista koncertów
| Data             | Miejscowość   | Państwo           | Obiekt                    | Frekwencja      | Dochód (USD)  |
| Europa           | Europa        | Europa            | Europa                    | Europa          | Europa        |
| ---------------- | ------------- | ----------------- | ------------------------- | --------------- | ------------- |
| 17 lipca 2022    | Düsseldorf    | Niemcy            | Merkur Spiel-Arena        | 45 722 / 45 722 | 4 027 543 $   |
| 24 lipca 2022    | Paryż         | Francja           | Stade de France           | 78 866 / 78 866 | 7 844 680 $   |
| 21 lipca 2022    | Sztokholm     | Szwecja           | Friends Arena             | 34 934 / 34 934 | 3 540 732 $   |
| 26 lipca 2022    | Arnhem        | Holandia          | GelreDome                 | 30 267 / 30 267 | 3 250 525 $   |
| 29 lipca 2022    | Londyn        | Anglia            | Tottenham hotspur Stadium | 86 508 / 86 508 | 9 638 047 $   |
| 30 lipca 2022    | Londyn        | Anglia            | Tottenham hotspur Stadium | 86 508 / 86 508 | 9 638 047 $   |
| Ameryka Północna |               |                   |                           |                 |               |
| 6 sierpnia 2022  | Toronto       | Kanada            | Rogers Centre             | 47 864 / 47 864 | 5 080 623 $   |
| 8 sierpnia 2022  | Waszyngton    | Stany Zjednoczone | Nationals Park            | 35 920 / 35 920 | 4 885 864 $   |
| 11 sierpnia 2022 | Nowy York     | Stany Zjednoczone | MetLife Stadium           | 53 155 / 53 155 | 8 412 348 $   |
| 15 sierpnia 2022 | Chicago       | Stany Zjednoczone | Wigley Field              | 43 019 / 43 019 | 6 905 799 $   |
| 19 sierpnia 2022 | Boston        | Stany Zjednoczone | Fenway Park               | 38 267 / 38 267 | 5 704 636 $   |
| 23 sierpnia 2022 | Dallas        | Stany Zjednoczone | Globe life Field          | 38 056 / 38 056 | 5 365 094$    |
| 26 sierpnia 2022 | Atlanta       | Stany Zjednoczone | Truist Park               | 36 140 / 36 140 | 5 392 573 $   |
| 28 sierpnia 2022 | Hershey       | Stany Zjednoczone | Hershey Stadium           | 30 678 / 30 678 | 4 277 892 $   |
| Azja             |               |                   |                           |                 |               |
| 3 września 2022  | Tokyo         | Japonia           | Belluna Dome              | 66 706 / 66 706 | 11 442 626 $  |
| 4 września 2022  | Tokyo         | Japonia           | Belluna Dome              | 66 706 / 66 706 | 11 442 626 $  |
| Ameryka Północna |               |                   |                           |                 |               |
| 8 września 2022  | San Francisco | Stany Zjednoczone | Oracle Park               | 38 275 / 38 275 | 7 387 434 $   |
| 10 września 2022 | Los Angeles   | Stany Zjednoczone | Dodger Stadium            | 51 344 / 51 344 | 9 355 562 $   |
| 13 września 2022 | Houston       | Stany Zjednoczone | Minute Maid Park          | 33 779 / 33 779 | 4 004 039 $   |
| 17 września 2022 | Miami         | Stany Zjednoczone | Hard Rock Stadium         | 44 298 / 44 298 | 5 878 508 $   |
| Łącznie          | Łącznie       | Łącznie           | Łącznie                   | 833 798 (100%)  | 112 575 789 $ |